# 名東本通
名東本通（めいとうほんどおり）は、愛知県名古屋市名東区の町名。現行行政地名は名東本通1丁目から名東本通5丁目。住居表示未実施。

## 地理
名古屋市名東区西部に位置し、東は神里、西は千種区星ケ丘・星が丘元町、南はにじが丘・西山本通・代万町・神丘町、北は名東本町・亀の井一丁目・高間町に接する。
愛知県道217号岩藤名古屋線の千種区境から神里交差点までの沿線に相当する。

## 歴史

### 町名の由来
名古屋市東部地域の本通機能を担う都市計画街路の沿線に位置することによる。また、『なごやの町名』には、当地が名東区の主要道路沿いであることによるとの記述があるが、町名制定当時は名東区は存在していなかった。

### 沿革
- 1961年（昭和36年）5月1日 - 千種区猪高町大字高針の一部より、同区名東本通が成立[1]。
- 1975年（昭和50年）2月1日 - 分区に伴い、名東区所属となる[1]。
- 1980年（昭和55年）10月26日 - 一部が名東本町となる[1]。
- 2018年（平成30年）8月1日 - 5丁目の一部を神里一丁目へ編入[WEB 6]。

## 世帯数と人口
2019年（平成31年）4月1日現在の世帯数と人口は以下の通りである。
| 町丁     | 世帯数  | 人口    |
| -------- | ------- | ------- |
| 名東本通 | 688世帯 | 1,233人 |

### 人口の変遷
国勢調査による人口の推移
| 1995年（平成7年）  | 1,268人 | [ WEB 7 ]  |  |
| 2000年（平成12年） | 1,362人 | [ WEB 8 ]  |  |
| 2005年（平成17年） | 1,279人 | [ WEB 9 ]  |  |
| 2010年（平成22年） | 1,368人 | [ WEB 10 ] |  |
| 2015年（平成27年） | 1,337人 | [ WEB 11 ] |  |

## 施設
- 木村病院
- 大垣共立銀行西山支店
- 瀬戸信用金庫西山支店
- ドラッグスギヤマ名東本通店

## 学区
市立小・中学校に通う場合、学校等は以下の通りとなる。また、公立高等学校に通う場合の学区は以下の通りとなる。
| 丁目          | 小学校                                    | 中学校               | 高等学校 |
| ------------- | ----------------------------------------- | -------------------- | -------- |
| 名東本通1丁目 | 名古屋市立西山小学校                      | 名古屋市立神丘中学校 | 尾張学区 |
| 名東本通2丁目 | 名古屋市立西山小学校                      | 名古屋市立神丘中学校 | 尾張学区 |
| 名東本通3丁目 | 名古屋市立西山小学校 名古屋市立名東小学校 | 名古屋市立神丘中学校 | 尾張学区 |
| 名東本通4丁目 | 名古屋市立西山小学校 名古屋市立名東小学校 | 名古屋市立神丘中学校 | 尾張学区 |
| 名東本通5丁目 | 名古屋市立西山小学校 名古屋市立名東小学校 | 名古屋市立神丘中学校 | 尾張学区 |

## 交通
- 愛知県道217号岩藤名古屋線（名東本通）

## その他

### 日本郵便
- 郵便番号 : 465-0087[WEB 3]（集配局：名東郵便局[WEB 14]）。

### WEB
1. ↑  “愛知県名古屋市名東区の町丁・字一覧”.   人口統計ラボ. 2019年5月4日閲覧。
2. 1 2  “町・丁目(大字)別、年齢(10歳階級)別公簿人口(全市・区別)”.   名古屋市 (2019年4月22日). 2019年4月23日閲覧。
3. 1 2  “郵便番号”.  日本郵便. 2019年3月17日閲覧。
4. ↑  “市外局番の一覧”.   総務省. 2019年1月6日閲覧。
5. ↑  “名東区の町名一覧”.   名古屋市 (2015年10月21日). 2019年4月23日閲覧。
6. ↑  “名古屋市名東区の一部で町名・町界整理を実施（平成30年8月1日実施）”.   名古屋市役所スポーツ市民局地域振興部住民課町名表示担当 (2018年7月2日). 2024年4月13日閲覧。
7. ↑  総務省統計局 (2014年3月28日). “平成7年国勢調査の調査結果(e-Stat) - 男女別人口及び世帯数 －町丁・字等”. 2019年3月23日閲覧。
8. ↑  総務省統計局 (2014年5月30日). “平成12年国勢調査の調査結果(e-Stat) - 男女別人口及び世帯数 －町丁・字等”. 2019年3月23日閲覧。
9. ↑  総務省統計局 (2014年6月27日). “平成17年国勢調査の調査結果(e-Stat) - 男女別人口及び世帯数 －町丁・字等”. 2019年3月23日閲覧。
10. ↑  総務省統計局 (2012年1月20日). “平成22年国勢調査の調査結果(e-Stat) - 男女別人口及び世帯数 －町丁・字等”. 2019年3月23日閲覧。
11. ↑  総務省統計局 (2017年1月27日). “平成27年国勢調査の調査結果(e-Stat) - 男女別人口及び世帯数 －町丁・字等”. 2019年3月23日閲覧。
12. ↑  “市立小・中学校の通学区域一覧”.   名古屋市 (2018年11月10日). 2019年1月14日閲覧。
13. ↑  “平成29年度以降の愛知県公立高等学校（全日制課程）入学者選抜における通学区域並びに群及びグループ分け案について”.   愛知県教育委員会 (2015年2月16日). 2019年1月14日閲覧。
14. ↑  “郵便番号簿 2018年度版” (PDF).   日本郵便. 2019年4月23日閲覧。

### 文献
1. 1 2 3 4  名古屋市計画局 1992, p. 870.
2. 1 2  「角川日本地名大辞典」編纂委員会 1989, p. 1552.
3. ↑  名東区区制20周年記念事業実行委員会 1995, p. 24.
4. ↑  名古屋市計画局 1992, p. 671.